# التصويرات الثقافية لأوتو العظيم
أوتو الأول، المعروف أيضا باسم أوتو العظيم، يعتبره الكثيرون أحد أعظم حكام العصور الوسطى. عادة ما يرتبط اسمه بتأسيس الإمبراطورية الرومانية (أو توطيد الإمبراطورية الرومانية المقدسة، بحسب المصادر، على الرغم من أن النظرة الحديثة تعتبر أوتو عمومًا هو المؤسس، بدلًا من والده هنري فاولر أو شارلمان)، وقد أكسبه الانتصار في ليشفيلد، وفقًا للمؤرخ جيم برادبورن، سمعةً كبطل عظيم للمسيحية، وعصر النهضة الأوتونية. على الرغم من أن المؤرخين في عصور مختلفة لم ينكروا أبدًا سمعته كحاكم ناجح، غير أن مصادر أحدث شككت بصورة الرجل القوي القومي الذي كان ينظر إليه عادة خلال القرن التاسع عشر. يستكشف المؤرخون المعاصرون قدرة الإمبراطور على بناء توافق بالآراء بالإضافة إلى مشاركته الأمراء في السياسة المعاصرة، والأدوار المهمة التي لعبتها الممثلات (لا سيما زوجاته إديث وأديلايد) ومستشاريه في مساعيه. يذكر أيضًا أن أوتو كان يتمتع بشخصية قوية وفي كثير من الحالات، اختار طريقته الخاصة، مما أدى أيضًا إلى حدوث تمردات، لكنه غالبًا ما خرج منتصرًا في النهاية.

## التأريخ

### السياسة ونظام الكنيسة الإمبراطورية
يعلق كورت ريندل على إرث أوتو على النحو التالي:
يعتمد إنجاز أوتو الأول بشكل أساسي على توحيده للرايخ. استخدم الأساقفة عمدًا لتقوية حكمه، وبالتالي أنشأ «نظام الكنيسة الأوتونية للرايخ» الذي كان يهدف إلى توفير بنية مستقرة وطويلة الأمد لألمانيا. منح ألمانيا، من خلال حملاته المنتصرة، السلام والأمن من الهجوم الخارجي، ومنحه المنصب البارز الذي فاز به كحاكم نوعًا من الهيمنة في أوروبا. أنشأت سياسته الإيطالية واستحواذه على التاج الإمبراطوري رابطًا مع التقليد الكارولينجي القديم، وكان من المفترض أن يكونا إثباتان لمسؤولية كبيرة بالنسبة للشعب الألماني في المستقبل. ازدهرت جميع المناطق الواقعة تحت حكم أوتو، وأطلق على ازدهار الثقافة الناتج اسم النهضة الأوتونية.
في القرن التاسع عشر، كان أوتو العظيم يعتبر في الغالب قائدًا أكسب الألمان المركز الأول بين الشعوب الأوروبية. تحدث إرنست دوملير، «مؤلف الوصف الأكثر تفصيلًا لحكومة أوتو حتى الآن»، في كتابه القيصر أوتو العظيم عام 1876، عن «نهضة شبابية، ونزعة وطنية عصفت بقلوب الناس تحت حكم الإمبراطور أوتو». أكد روبرت هولتزمان هذا الرأي، في كتاباته عام 1926، مشيدًا بأوتو بوصفه الحاكم الذي «وضح مجرى وهدف التاريخ الألماني في العصور الوسطى، ولم يكن فقط بداية الفترة الإمبراطورية الألمانية، بل هيمن عليها حقًا لقرون لاحقة».
في العقود الأخيرة، راجع العلماء بعض المفاهيم المهمة حول سياسات العصور الوسطى، ليس فقط فيما يتعلق بألمانيا ولكن أيضًا بأوروبا الغربية والوسطى بشكل عام. بدايةً من عمل جيرد ألثوف وهاغن كيلر عام 1985 عن هنري الصياد وأوتو الأول، كان يعتبر الحكم الملكي أو الإمبراطوري ظاهرة حدثت سابقًا للنزاعات بين الأقطاب وخلالها. كان الأمراء شركاء في عمليات صياغة السياسات ولم يكن من الممكن أن يتطور موقف الملك إلا تدريجيًا. لم تكن هذه العملية بأي حال من الأحوال مستمرة بأنماط واضحة. في هذا الشكل من الحكم، الذي أطلق عليه بيرند شنايدم إرملر «الحكم التوافقي»، كانت المشاورات والتجمعات مهمة لتحقيق الإجماع بالرأي، على الرغم من عدم الحاجة إلى الإجماع المطلق ويمكن أيضًا فرض الإجماع بالقوة، ولكن لم يكن بالإمكان إجبار الملوك دائمًا وعلى الأرجح لم تكن لديهم أي رغبة في الحكم المطلق دون موافقة. أصبح الإجماع الذي تعاون من خلاله الملوك مع الأمراء مزعزعًا في فترة حكم عائلة ساليان. هذا لا يعني أن أوتو لم يكن حاكمًا قوي الإرادة أو أنه كان مجرد وسيط. على النقيض من ذلك، كما يكتب لاوداج، فإنه حتى عندما كان حاكمًا شابًا، «حقق أوتو عن عمد انقطاعًا في استمرارية الحكم وفصل نفسه عن والده من خلال التأكيد بقوة أكبر على قوته في اتخاذ القرارات وسلطته». ورث جزئيًا النزاعات مع النبلاء من عهد والده، وخلق جزئيًا مثل هذه النزاعات بنفسه من خلال الدفاع بقوة عن حقوقه في توزيع المناصب والتدخل في هيكل سلطة النبلاء، وفي النهاية، خرج منتصرًا من تلك النزاعات (جاء أخطرها من عائلته).
يقارن كريستيان هيلين يوهانس لوداج كتابه أوتو العظيم (أوتودي غروس) (912-973). سيرة ذاتية (2001) مع كتاب جيرد ألثوف أوتو الثالث. ويلاحظ أن كلاهما يركزان بشكل خاص على دور «الإجراءات المرحلية والرمزية والإيماءات وغيرها من أشكال الاتصال غير اللفظية»؛ لاحظ كلاهما أن سياسات الحكام كانت مرتجلة أكثر مما كان مخططا له (وهذا ينعكس أيضًا على طبيعة سياسات العصور الوسطى بشكل عام): «لم تتحقق الهيمنة من خلال الخطط طويلة المدى، ولكن من خلال سلسلة طويلة من القرارات اللحظية».
كتب ألثوف ما يلي عن أوتو الأول:
تميز عهد أوتو بالوضوح والحزم والنجاح. دافع خلال تعامله مع المصالح المتضاربة للملوك والنبلاء والكنيسة، عن الامتيازات الملكية في صنع القرار ضد المصالح الأرستقراطية، لا سيما خلال المراحل الأولى من حكمه. ومع ذلك، فقد أظهر أيضًا المرونة، كما يتضح من تسجيلات تعاقب السلالة، مما ساعد في استمرارية الكيانات الحاكمة من النبلاء. دعم الكنائس الإمبراطورية وممثليها البارزين بعدة طرق، لكنه ربطها أيضًا بشدة بالخدمة الإمبراطورية. يعتبر مؤسس «نظام الكنيسة الإمبراطوري» الأوتوني-السالياني، والذي، مع ذلك، لا ينبغي أن يساء فهمه على أنه يعني أن الكنيسة كانت تستخدم كأداة خاضعة للنظام الملكي وضد النبلاء. وبالنسبة لهذا الحاكم في القرن العاشر، كان بناء توافق الآراء شرطًا أساسيًا لا غنى عنه للحكم. للقيام بذلك، كان عليه دمج مجموعات ومصالح مختلفة، ومنح النتائج والمزايا بشكل مناسب، وتكريم أتباعه المخلصين. من ناحية أخرى، لم تكن سياسة القوة والتأكيد على المصالح الخاصة في الجوهر ما كان متوقعًا من الحاكم في ذلك الوقت. من هذا المنظور، يمكن تفسير العديد من الصعوبات التي واجهها أوتو، مثل النجاحات المؤقتة لخصومه المختلفين بالإضافة إلى التقييمات الإيجابية التي تلقوها من العديد من المعاصرين. ومع ذلك، دائمًا ما اعترف معاصروه والأجيال القادمة أنه اتبع طريقته الخاصة دون تردد ونجح في نهاية المطاف. لقبه معاصروه مسبقًا «بالعظيم».
يعتقد بيشر أن وصف أوتو بأنه القائد العظيم الذي أسس الإمبراطورية الألمانية أو رائد أوروبا (الغربية) ضد «الشرق» يعتبر مضللًا، لأن أوتو ومعاصريه لم يفكروا في مثل هذه المصطلحات (يعتبر بيشر أيضًا أن لقب «العظيم» كما يطلق عادة على القادة البارزين هو مصطلح إشكالي بحد ذاته). حقق أوتو، في رأي بيشر، مساهمات دائمة في الإمبراطورية التي حكمها في خمسة نواحي هي: «عمله في مكافحة التمردات ضده، وسياسته تجاه إمبراطورية الفرنجة الغربية، وانتصاره على المجريين في ليشفيلد، ومهتمه في المناطق حتى منطقة أودر والتتويج الإمبراطوري». يؤكد بيشر أنه لم يحقق هذه الإنجازات بمفرده: «أوتو بالتأكيد نسق أفعاله دائمًا مع مجموعة من المستشارين برئاسة زوجاته إيدجايث وأديلايد وكان يعتمد باستمرار على دعم أكبر عدد ممكن من الأشخاص المؤثرين». يرى وزنياك أن عمل بيشر هو مقدمة مناسبة عن أوتو، وهو ليس مثقلًا بالكثير من التفاصيل، لكنه يلاحظ أن تأثير الشخصيات النسائية لا يظهر فيه بشكل كاف.
في حين أنه ادعى مثالية الإمبراطورية العالمية التي كانت متمثلة بشارلمان ذات مرة، أشار المؤرخون التقليديون والحديثون إلى الناحية العملية لتدخله في إيطاليا، الذي كان على أحد المستويات رد فعل على تدخل البابا بالأمراء الكنسيين في ألمانيا، وبرنامجه لربط الكنيسة بشدة بحكومته. ربط تدخله في إيطاليا مصائر ألمانيا وإيطاليا. في وقت لاحق، انتقد مؤرخو القرن التاسع عشر الحكام الألمان، ولا سيما حفيده أوتو الثالث (الذي كان يعتبر أكثر مثالية وأقل عملية من جده) لإضعافهم الاستقلال السياسي لألمانيا لصالح المثالية العالمية ودورهم كحماة لإيطاليا.
يرى برايان داونينج أن المجتمعات في أوروبا الغربية ظلت لامركزية طوال العصور الوسطى ولم يكن أوتو أكثر نجاحًا من شارلمان في ضمان الإخلاص الأرستقراطي على المدى الطويل. على الرغم من أن الأوتونيين وخلفائهم من الساليك وهوهنشتاوفن بنوا أنظمتهم من مسؤولين محليين، غير أن أتباعهم أنشأوا استجابةً لذلك وزارات خاصة بهم. لكن أوتو قام بترتيب جيد من خلال دمج موارد نظام الكنيسة، التي وفرت المهارات الإدارية والثروة. نجح هذا الترتيب إلى أن اصطدمت تطلعات الكنيسة بتطوير هيكلها المؤسسي مع الحكام العلمانيين. ومع ذلك، فإن الطبيعة اللامركزية للمجتمعات عززت الديمقراطية على المدى الطويل.